# シティ・オブ・ロサンゼルス
シティ・オブ・ロサンゼルス(City of Los Angeles)は103.104列車として、1936年から1971年までユニオン・パシフィック鉄道(Union Pacific Railroad)が、シカゴ・アンド・ノース・ウェスタン鉄道(Chicago and North Western Railway)と提携して、イリノイ州シカゴ(Chicago, Illinois)とカリフォルニア州ロサンゼルス(Los Angeles, California)間を運行した代表的な大陸横断の旅客列車。

## 概要
1930年代中頃、シカゴ・ロサンゼルス間には重鋼製客車を連ねたロサンゼルス特急(Los Angeles Limited)が運行されていたが、当時進行していた列車の流線型化に伴い、シティ・オブ・ロサンゼルス(City of Los Angeles)はこれらの列車を増強する形で登場した。 1955年以降はシカゴ・アンド・ノース・ウェスタン鉄道に変わり、ミルウォーキー鉄道（Chicago, Milwaukee, St. Paul and Pacific Railroad、略称CMSP&P RR）と提携しシカゴ - オマハ間は同社の路線を使用した。
アッチソン・トピカ・アンド・サンタフェ鉄道 (Atchison, Topeka and Santa Fe Railway)のスーパー・チーフ( Super Chief)や、シカゴ・ロック・アイランド・アンド・パシフィック鉄道(Chicago, Rock Island and Pacific Railroad)とサザン・パシフィック鉄道(Southern Pacific Railroad)が提携運行したゴールデン・ステート(Golden State)と競合関係にあった。
1955年以降は二階建てのドームカー(Dome car)が導入され、ドーム・ライナー(Domeliner)と愛称された。1971年の全米鉄道旅客輸送公社・アムトラック(National Railroad Passenger Corporation)の発足に伴い廃止となったが、1981年から1997年5月10日にかけて、ほぼ同じルートをデザートウィンド（Desert Wind）が運行された。現在ラスベガス(Las Vegas,Nevada)を経由する同路線に旅客列車はない。

## 歴史

### 年表
- 1936年: シカゴ・ロサンゼルス間月5往復運行開始
- 1947年: 毎日運行開始
- 1955年: シカゴ・オマハ間、ミルウォーキー鉄道経由に変更。それに伴いシカゴでの発着駅がノース・ウエスタン駅(North Western Terminal)からユニオン駅(Union Station)に変更。ドームカー(Dome car)導入
- 1956年: 閑散期の運行をチャレンジャー(Challenger)と統合
- 1960年: シカゴ・ユタ州オグデン間の運行をシティ・オブ・サンフランシスコ(City of San Francisco）と統合
- 1969年: 更に重複運行区間をシティ・オブ・ポートランド(City of Portland)、シティ・オブ・デンバー(City of Denver)と統合
- 1971年: 全米鉄道旅客輸送公社・アムトラック(National Railroad Passenger Corporation)の発足により、運行終了。

### 1968年7月28日の編成（ロサンゼルス発シカゴ行き・ラスベガス到着時）
| 使用車両 | 車両愛称・形式 | 車種                                                                      |
| -------- | -------------- | ------------------------------------------------------------------------- |
| UP946A   | EMD E9A        | ディーゼル機関車                                                          |
| UP940B   | EMD E8B        | ディーゼル機関車                                                          |
| UP950B   | EMD E9B        | ディーゼル機関車                                                          |
| UP945B   | EMD E8B        | ディーゼル機関車                                                          |
| UP942B   | EMD E8B        | ディーゼル機関車                                                          |
| UP6327   |                | バゲージ（荷物車）                                                        |
| UP6315   |                | バゲージ（荷物車）                                                        |
| UP6005   |                | バゲージ・ドミトリー（荷物・乗務員車）                                    |
| UP5425   |                | コーチ（座席）                                                            |
| UP5472   |                | コーチ                                                                    |
| UP5413   |                | コーチ                                                                    |
| UP7000   |                | ドーム・コーチ（展望・座席車）                                            |
| UP5512   |                | コーチ                                                                    |
| UP5514   |                | コーチ                                                                    |
| UP5528   |                | コーチ                                                                    |
| UP5539   |                | コーチ                                                                    |
| UP5507   |                | ランチカウンター・ダイニングラウンジ                                      |
| UP5465   |                | コーチ                                                                    |
| UP5436   |                | コーチ                                                                    |
| UP5450   |                | コーチ                                                                    |
| UP       | Pacific Bridge | 寝台車（10ルーメット・6ダブルベッドルーム）                               |
| UP       | Pacific Cape   | 寝台車（10ルーメット・6ダブルベッドルーム）                               |
| UP8001   |                | ドームダイニング（展望・食堂車）                                          |
| UP9002   |                | ドームビュッフェ・ラウンジ                                                |
| UP       | Ocean Sunset   | 寝台車（5ダブルベッドルーム・2コンパートメント・2デュリューイングルーム） |
| UP       | Placid Bay     | 寝台車（11ダブルベッドルーム）                                            |
| UP       | Star Leaf      | 寝台車（11ダブルベッドルーム）                                            |
| UP       | Pacific Harbor | 寝台車（10ルーメット・6ダブルベッドルーム）                               |

## 姉妹列車
- シティ・オブ・サンフランシスコ(City of San Francisco）　シカゴ-オグデン-オークランド・サンフランシスコ(Oakland・San Francisco, California)
- シティ・オブ・ポートランド(City of Portland)　シカゴ-デンバー(Denver, Colorado)-ポートランド(Portland, Oregon)
- シティ・オブ・デンバー(City of Denver)　シカゴ-デンバー
- シティ・オブ・セントルイス(City of St. Louis)　セントルイス(St. Louis, Missouri)-デンバー-ロサンゼルス・オークランド・ポートランド
- チャレンジャー(Challenger)　シカゴ-オグデン-ラスベガス(Las Vegas,Nevada)-ロサンゼルス(Los Angeles, California)